# Achuzat Naftali
Achuzat Naftali (hebrejsky אחוזת נפתלי) je opuštěná vesnice v Izraeli, v Severním distriktu poblíž Tiberiasu. V roce 2015 zde vláda Státu Izrael rozhodla o výstavbě nového města určeného pro izraelské Drúzy.

## Geografie
Vesnice se rozkládala v nadmořské výšce cca 220 metrů v severním Izraeli, cca 6 kilometrů západně od města Tiberias, severně od dálnice číslo 77. Region má charakter zemědělské krajiny s řídkou sídelní sítí převážně židovských vesnic. Zhruba 10 kilometrů západním směrem začíná centrální oblasti Galileje s významným podílem měst izraelských Arabů. Poblíž Achuzat Naftali stojí vrch Karnej Hatin.

## Dějiny

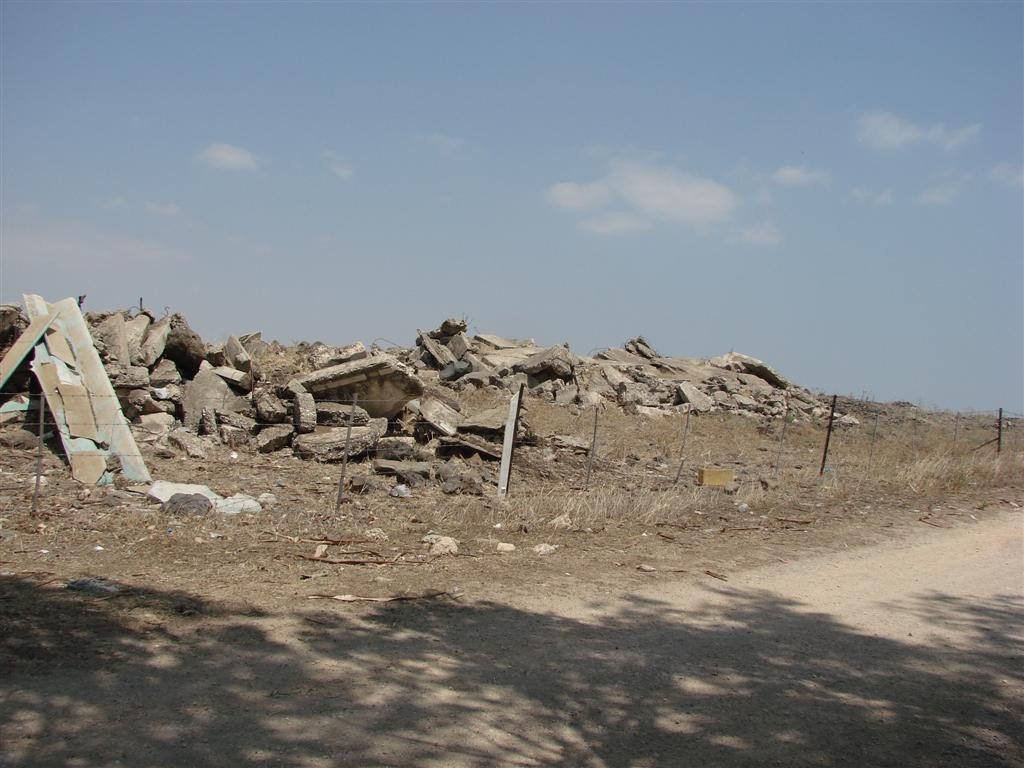
Zbytky zástavby Achuzat Naftali.

V květnu 1949 zde hnutí Po'alej Agudat Jisra'el založilo vesnici. Původní název vesnice zněl Erec Naftali (ארץ נפתלי), po čtyřech letech změněn na Achuzat Naftali. Plánovalo se tu 200 usedlostí, nakonec se zde ale usadilo jen sedm rodin. Problémem byla nevhodnost lokality pro zemědělství. V roce 1957 již tu žila jen jedna rodina. Později se místo zcela vylidnilo. Počátkem 80. let armáda zbytky domů zničila, aby předešla neautorizovanému usazování Beduínů.
V listopadu 2015 schválilo ministerstvo vnitra plán zřídit v této lokalitě nové město, které má poskytnout bydlení pro příslušníky komunity izraelských Drúzů. Plány předběžně odsouhlasila izraelská vláda už v roce 2012. Na formulování plánu se podílel drúzský politik strany Likud Ajúb Qará a bývalý ministr Avigdor Lieberman. Výhledově má mít město kapacitu přes 10 000 obyvatel. Má jít o první nové drúzské město vzniklé v Izraeli. Drúzové, kteří se většinově považují za loajální občany státu Izrael, dlouhodobě usilovali o rozšíření bytových kapacit, protože v jejich historických vesnicích a městech čelí nedostatku volných pozemků. V první fázi má být v Achuzat Naftali postaveno 400 bytových jednotek. Plocha plánovaného města je 600 dunamů, později má být rozšířena na 1600 dunamů.
Zbudování dalšího nového drúzského města se plánuje v pohoří Karmel u Haify.